# Symplocodes tsaii
Symplocodes tsaii är en kackerlacksart som beskrevs av Bei-Bienko 1958. Symplocodes tsaii ingår i släktet Symplocodes och familjen småkackerlackor. Inga underarter finns listade i Catalogue of Life.